# 屈鼎
屈鼎，生卒年不详，河南开封人。北宋画家。
屈鼎以善画山水著称，传世作品不多，而以美国纽约大都会艺术博物馆收藏的《夏山图》最为著名。